# Czerniowo
Czerniowo (biał. Чэрнева; ros. Чернево) – wieś na Białorusi, w obwodzie witebskim, w rejonie brasławskim, w sielsowiecie Druja.
Dawniej kolonie Czerniowo I, II, III i IV.

## Historia
W czasach zaborów miejscowości leżały w granicach Imperium Rosyjskiego.
W latach 1921–1945 kolonie leżały w Polsce, w województwie nowogródzkim (od 1926 w województwie wileńskim), w powiecie brasławskim, w gminie Słobódka.
Według Powszechnego Spisu Ludności z 1921 roku cztery miejscowości zamieszkiwało 427 osób, 374 były wyznania rzymskokatolickiego, a 55 staroobrzędowego. Jednocześnie 418 mieszkańców zadeklarowało polską przynależność narodową, a 11 białoruską. Były tu 92 budynki mieszkalne. 
W 1931 zamieszkiwało w kolonii
- Czerniewo I – w 17 domach 98 osób
- Czerniewo II – w 19 domach 93 osoby
- Czerniewo III – w 22 domach 108 osób
- Czerniewo IV – w 39 domach 206 osób[4].

Wierni należeli do parafii rzymskokatolickiej w Słobódce. Miejscowości podlegały pod Sąd Grodzki w Brasławiu i Okręgowy w Wilnie; właściwy urząd pocztowy mieścił się w Słobódce.